# Yang Yun
Yang Yun, (Changsha, 2 de dezembro de 1984) é uma ex-ginasta chinesa que competiu em provas de ginástica artística. 
Yang fez parte da equipe chinesa que disputou os Jogos Olímpicos de Atlanta, em 1996 e nos Jogos Olímpicos de Sydney, em 2000. Neles, conquistou originalmente a medalha de bronze na prova coletiva, porém, uma violação da faixa etária da ginasta Dong Fangxiao retirou a medalha chinesa e a repassou para a equipe norte-americana, quarta colocada. Nas barras assimétricas, somou 9,787 pontos e encerrou com a medalha de bronze, atrás da compatriota Ling Jie e da russa Svetlana Khorkina. Em 2008, encerrada sua carreira desportiva, casou-se com o ginasta chinês Yang Wei.